# Mamoiada
Mamoiada (sardisk: Mamujàda) er en by og en kommune (comune) i provinsen Nuoro i regionen Sardinien i Italien. Byen ligger i 544 meters højde og har 2.544 indbyggere (2016). Kommunen har et areal på 48,83 km² og grænser til kommunerne Fonni, Gavoi, Nuoro, Ollolai, Orani, Orgosolo og Sarule.